# Pandora (geslacht)
Pandora is een geslacht van tweekleppigen uit de familie van de Pandoridae.

## Soorten
- Pandora albida (Röding, 1798)
- Pandora arenosa Conrad, 1834
- Pandora aversa (Hedley, 1913)
- Pandora bilirata Conrad, 1855
- Pandora braziliensis Sowerby II, 1874
- Pandora brevifrons Sowerby I, 1835
- Pandora brevirostris Güller, Zelaya, 2016
- Pandora bushiana Dall, 1886
- Pandora carinata (Prashad, 1932)
- Pandora cistula Gould, 1850 nomen dubium
- Pandora cumingii Hanley, 1861
- † Pandora defrancii Deshayes, 1824
- † Pandora dilatata Deshayes, 1857
- Pandora dissimilis Sowerby III, 1894
- Pandora filosa (Carpenter, 1864)
- Pandora flexuosa Sowerby I, 1822
- Pandora glacialis Leach, 1819
- Pandora gorii Rolán & Hernández, 2007
- Pandora gouldiana Dall, 1886
- Pandora granulata (Dall, 1915)
- Pandora inaequivalvis (Linnaeus, 1758)
- Pandora inflata Boss & Merrill, 1965
- Pandora inornata A.E. Verrill & Bush, 1898
- Pandora oblonga Broderip & Sowerby I, 1830
- Pandora otukai Habe, 1952
- Pandora patula (Tate, 1889)
- Pandora perangusta Preston, 1910
- Pandora pinna (Montagu, 1803)
- † Pandora primaeva Deshayes, 1857
- Pandora pulchella M. Yokoyama, 1926
- Pandora rachaelae Valentich-Scott & Skoglund, 2010
- Pandora radiata Sowerby, 1835
- Pandora sarahae Valentich-Scott & Skoglund, 2010
- Pandora sicula Lamy, 1934
- Pandora similis Sowerby III, 1897
- Pandora sinica Xu, 1992
- Pandora trilineata Say, 1822
- Pandora uncifera Pilsbry & Lowe, 1932
- Pandora wardiana A. Adams, 1859

Niet meer in dit geslacht of gesynonymiseerd
- Pandora bicarinata Carpenter, 1864, zie Pandora radiata
- Pandora brevis Sowerby I, 1827 = Myadora brevis
- Pandora carolinensis K.J. Bush, 1885, zie Pandora arenosa
- Pandora ceylanica Sowerby I, 1835 = Frenamya ceylanica
- Pandora convexa Dall, 1915, zie Pandora radiata
- Pandora cornuta C.B. Adams, 1852 = Clidiophora cornuta
- Pandora cristata Carpenter, 1865 = Frenamya cristata
- Pandora delicatula Carpenter, 1864, zie Pandora bilirata
- Pandora diffissa A. de Rochebrune, J.F. Mabille, 1889, zie Pandora braziliensis
- Pandora edwardsi Jousseaume, 1891, zie Pandora flexuosa
- Pandora floridana Dall, 1886, zie Pandora trilineata
- Pandora forresterensis Willett, 1918, zie Pandora wardiana
- Pandora grandis Dall, 1877, zie Pandora wardiana
- Pandora indica J.C. Chenu, 1862, zie Frenamya ceylanica
- Pandora japanensis S. Nomura, K.M. Hatai, 1940, zie Pandora wardiana
- Pandora margaritacea Lamarck, 1801, zie Pandora albida
- Pandora nipponica T. Habe, 1952, zie Pandora carinata
- Pandora obtusa Lamarck, 1818 = Pandora pinna
- Pandora patagonica Dall, 1915, zie Pandora braziliensis
- Pandora pinnoides Locard, 1892, zie Pandora pinna
- Pandora pseudobilirata S. Nomura, K.M. Hatai, 1940, zie Pandora bilirata
- Pandora punctata Conrad, 1837 = Heteroclidus punctatus
- Pandora radians Dall, 1915 = Frenamya radians
- Pandora rostrata Lamarck, 1818, zie Pandora albida
- Pandora rostrata Philippi, 1836, zie Pandora inaequivalvis
- Pandora wajampolkensis Slodkewitsch, 1938, zie Pandora wardiana